# Beyond His Fondest Hopes
Beyond His Fondest Hopes é um curta-metragem mudo norte-americano de 1915, do gênero comédia, dirigido por Hal Roach e estrelado por Harold Lloyd.

## Elenco

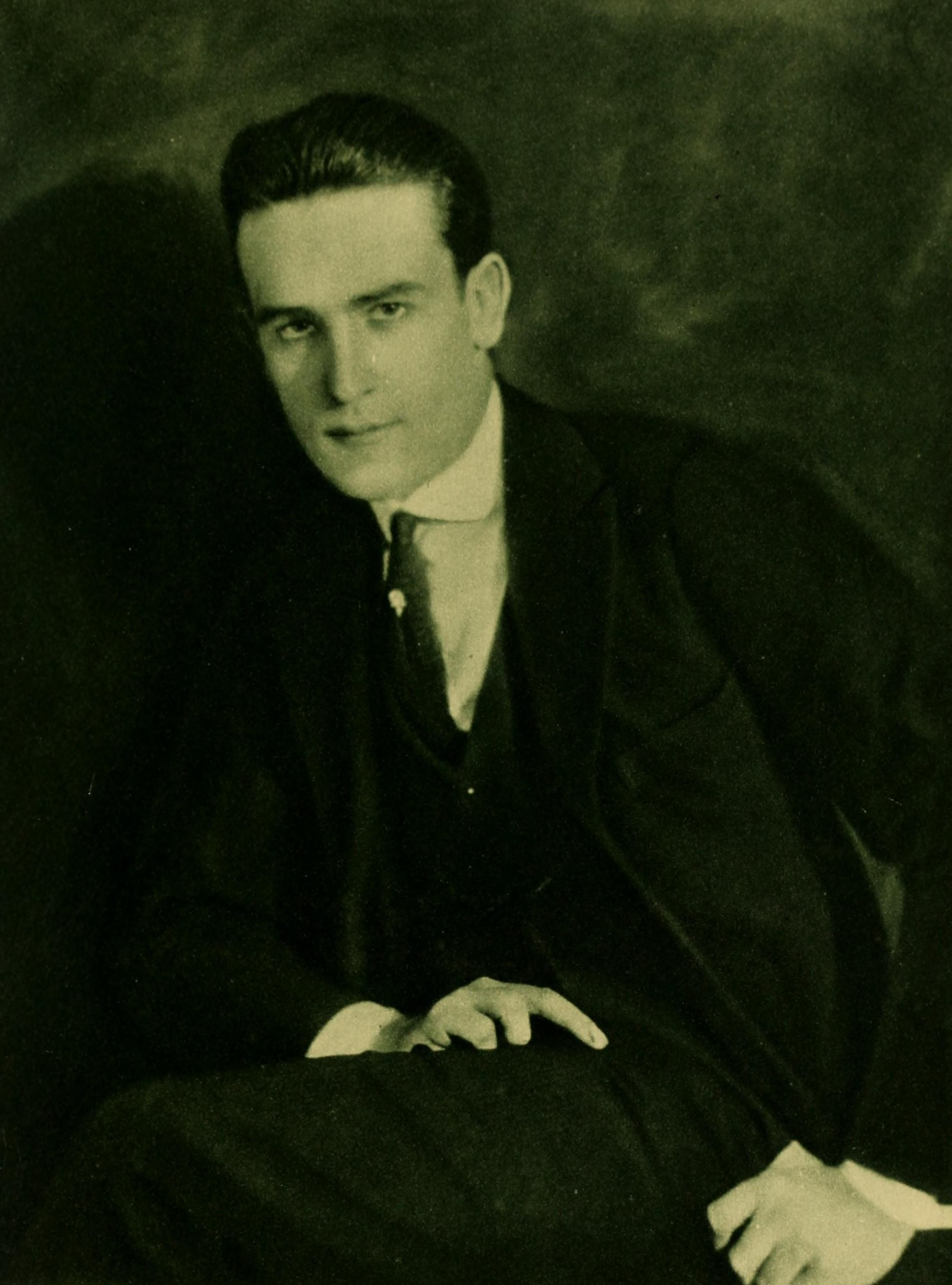
Harold Lloyd

Harold Lloyd – Harold